# Пола Негри
Пола Негри (енгл. Pola Negri) била је пољско-америчка глумица, рођена 3. јануара 1897. године, у Липну а преминула 1. августа 1987. године, у Сан Антонију.
Њено право име је било Барбара Аполонија Халупцова (пољ. Barbara Apolonia Chałupiec).